# کیوبا (آلاباما)
کیوبا (به انگلیسی: Cuba) شهری در شهرستان سامتر ایالت آلاباما است که مساحت آن ۱۰٫۵۴ کیلومتر مربع است و در سرشماری سال ۲۰۱۰ میلادی، ۳۴۶ نفر جمعیت داشته و تراکم جمعیتی آن، ۳۲٫۸۳ نفر در هر کیلومتر مربع بوده است.

## نگارخانه

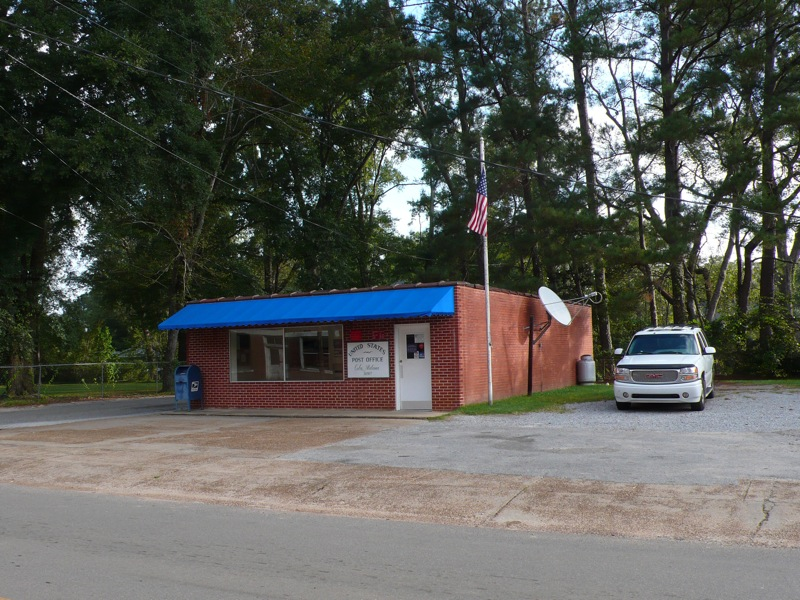
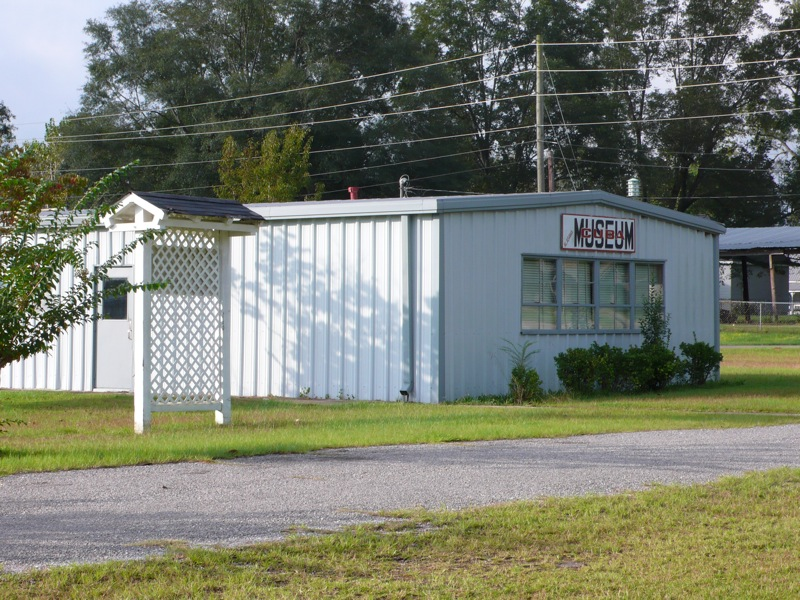